# Arquèves
Arquèves és un municipi francès situat al departament del Somme i a la regió dels Alts de França. L'any 2007 tenia 147 habitants.

## Demografia

### Població

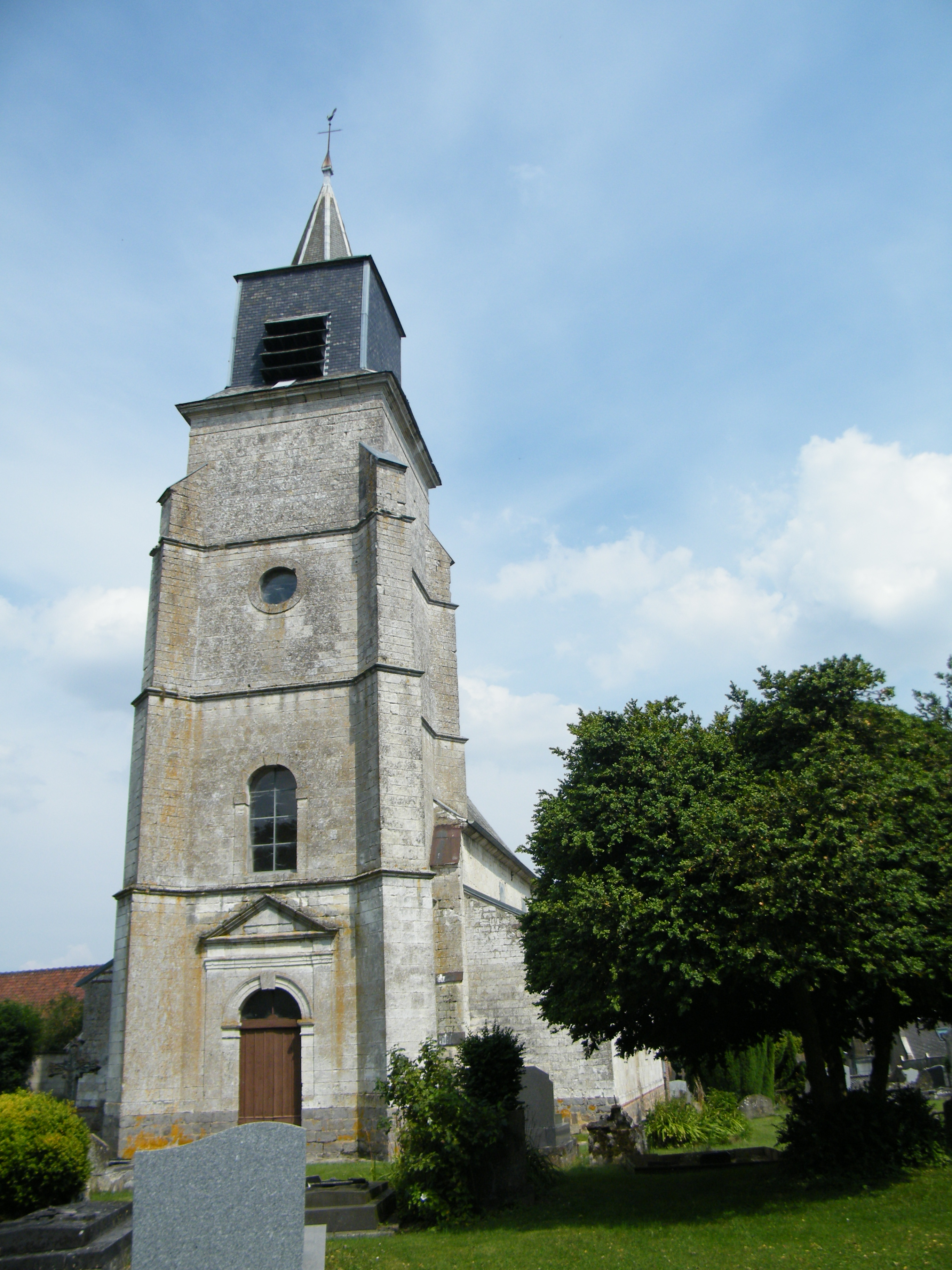
Església

El 2007 la població de fet d'Arquèves era de 147 persones. Hi havia 56 famílies de les quals 16 eren unipersonals (16 dones vivint soles i 16 dones vivint soles), 16 parelles sense fills, 12 parelles amb fills i 12 famílies monoparentals amb fills.
La població ha evolucionat segons el següent gràfic:
Habitants censats

### Habitatges
El 2007 hi havia 65 habitatges, 57 eren l'habitatge principal de la família, 1 era una segona residència i 7 estaven desocupats. 63 eren cases i 1 era un apartament. Dels 57 habitatges principals, 51 estaven ocupats pels seus propietaris, 5 estaven llogats i ocupats pels llogaters i 1 estava cedit a títol gratuït; 1 tenia dues cambres, 1 en tenia tres, 18 en tenien quatre i 37 en tenien cinc o més. 39 habitatges disposaven pel capbaix d'una plaça de pàrquing. A 24 habitatges hi havia un automòbil i a 27 n'hi havia dos o més.

### Piràmide de població
La piràmide de població per edats i sexe el 2009 era:
| Homes | Edats   | Dones |
| ----- | ------- | ----- |
| 0     | 95 o +  | 0     |
| 0     | 90 a 94 | 0     |
| 8     | 85 a 89 | 4     |
| 4     | 80 a 84 | 0     |
| 0     | 75 a 79 | 4     |
| 0     | 70 a 74 | 0     |
| 4     | 65 a 69 | 0     |
| 0     | 60 a 64 | 12    |
| 0     | 55 a 59 | 0     |
| 4     | 50 a 54 | 8     |
| 4     | 45 a 49 | 4     |
| 8     | 40 a 44 | 4     |
| 4     | 35 a 39 | 8     |
| 8     | 30 a 34 | 0     |
| 4     | 25 a 29 | 8     |
| 0     | 20 a 24 | 4     |
| 8     | 15 a 19 | 0     |
| 4     | 10 a 14 | 4     |
| 8     | 5 a 9   | 4     |
| 4     | 0 a 4   | 4     |

## Economia

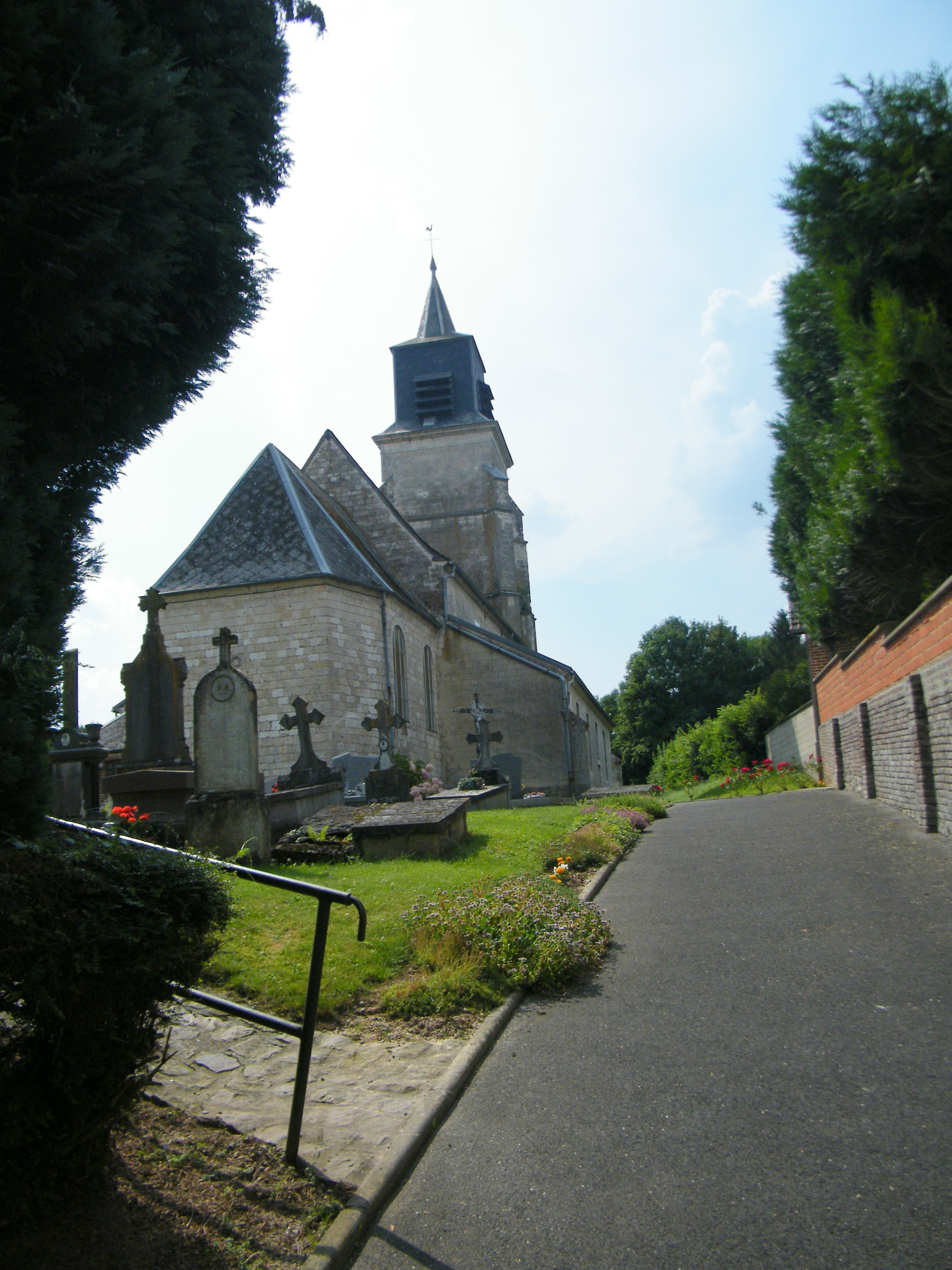

El 2007 la població en edat de treballar era de 79 persones, 57 eren actives i 22 eren inactives. De les 57 persones actives 47 estaven ocupades (27 homes i 20 dones) i 10 estaven aturades (6 homes i 4 dones). De les 22 persones inactives 6 estaven jubilades, 5 estaven estudiant i 11 estaven classificades com a «altres inactius».

### Ingressos
El 2009 a Arquèves hi havia 60 unitats fiscals que integraven 155 persones, la mediana anual d'ingressos fiscals per persona era de 14.545 €.

### Activitats econòmiques
L'únic establiment que hi havia el 2007 era d'una empresa de construcció.
L'any 2000 a Arquèves hi havia 11 explotacions agrícoles que ocupaven un total de 752 hectàrees.

## Poblacions més properes
El següent diagrama mostra les poblacions més properes.